# Hyposmocoma tigrina
Hyposmocoma tigrina là một loài bướm đêm thuộc họ Cosmopterigidae. Nó là loài đặc hữu của Maui. Loài địa phương ở Haleakala.
It được khám phá on koa trees.